# Sånglärkan 2

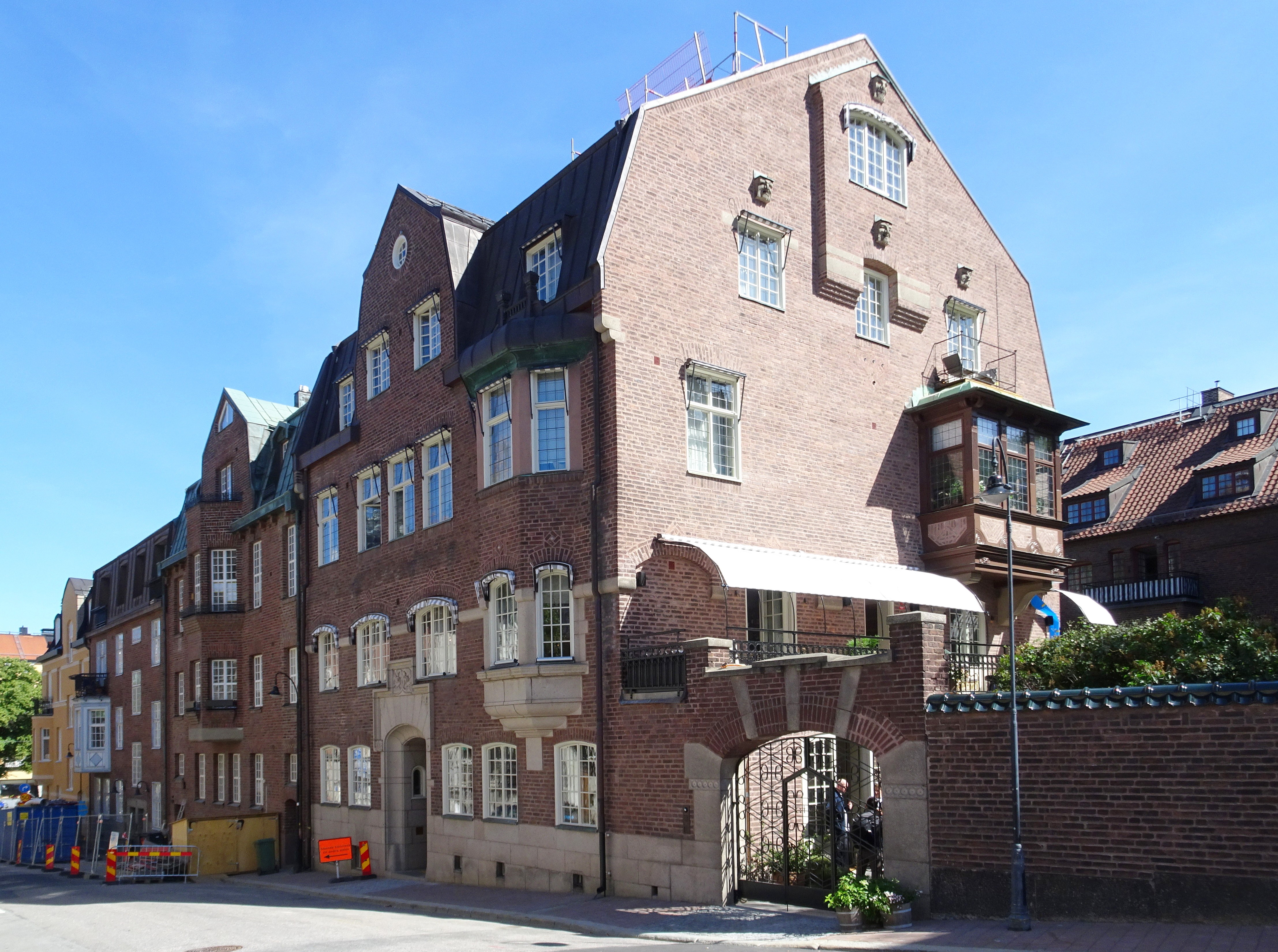
Sånglärkan 2 (närmast) samt 3, 4 och 5, augusti 2022.

Sånglärkan 2 är en kulturhistoriskt mycket värdefull före detta villafastighet i kvarteret Sånglärkan i Lärkstaden på Östermalm i Stockholm. Villan vid Sköldungagatan 4 uppfördes 1909–1910 efter ritningar av arkitekten Folke Zettervall för ingenjören Hugo Theorell. Idag (2022) disponeras byggnaden av lyxhotellet ”Ett Hem” som även har sin verksamhet i intilliggande Sånglärkan 1 och Sånglärkan 3. Fastigheten är blåmärkt vilket innebär "synnerligen höga kulturhistoriska värden".

## Bakgrund

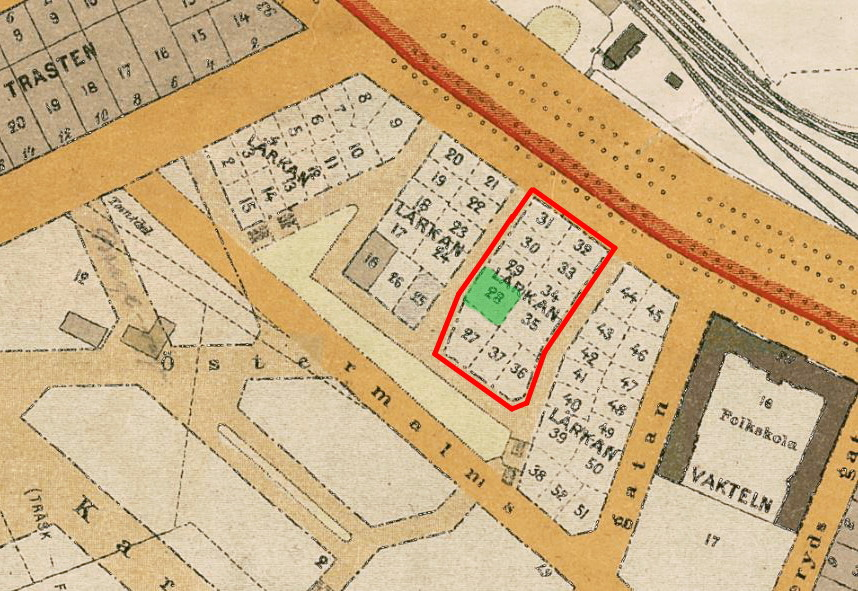
Före detta kvarteret Lärkan 1909 med nuvarande Sånglärkan 2 (grön)

Tomten nummer 28 i dåvarande kvarteret Lärkan (sedermera namnändrad till Sånglärkan 2) förvärvades 1909 av ingenjören Hugo Theorell från ägaren, Stockholms stad. Fastigheten omfattade en areal om 482,7 kvadratmeter ”å fri och egen grund”. Till fastigheten hörde även en mindre trädgård som sträckte sig öster och söder om byggrätten. Till arkitekt anlitade Theorell ”järnvägsarkitekten” Folke Zettervall medan byggnadsfirman Hesselman & Bergström uppförde huset. I motsats till de flesta andra villor i lärkan-kvarteren, som sammanbyggdes med sina grannhus, bildade Sånglärkan 2 gavelhuset i raden Sånglärkan 2–5.

## Byggnadsbeskrivning

### Exteriör

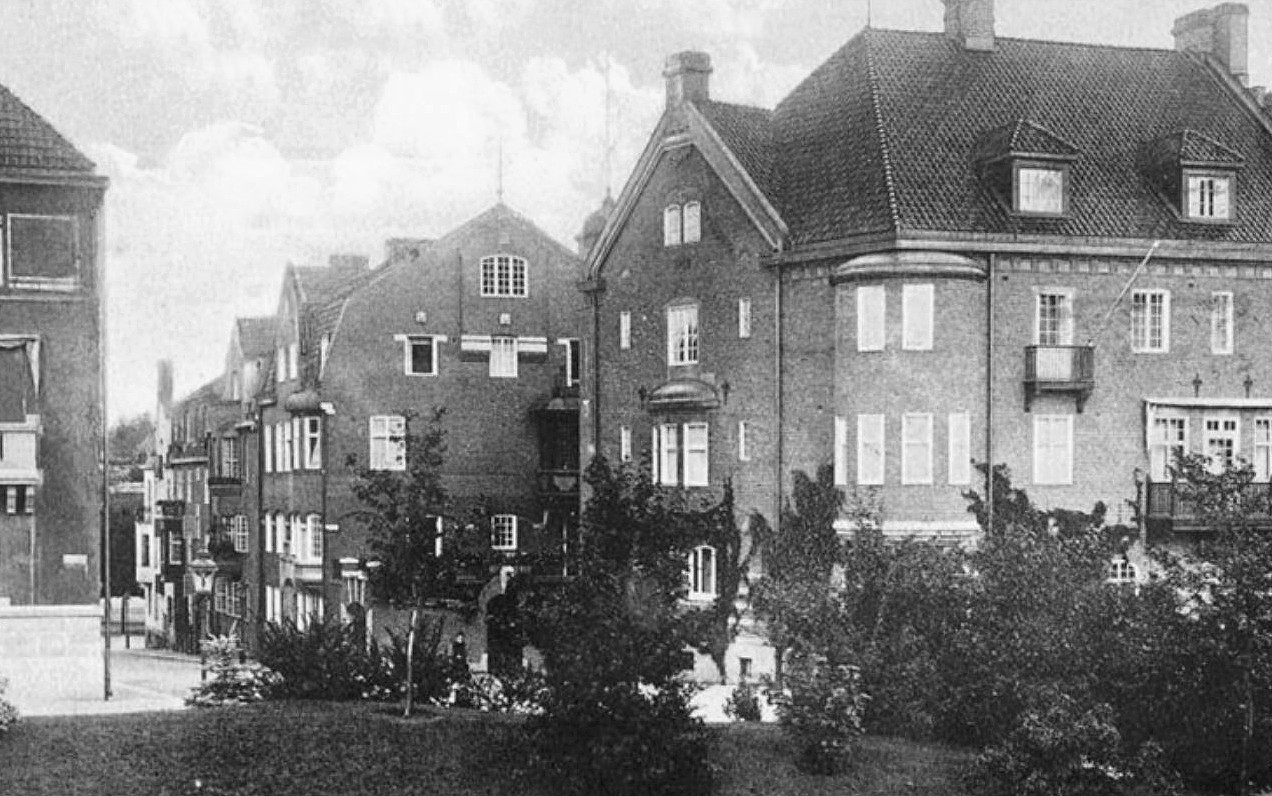
Sånglärkan 1 (närmast) och 2, 1920-tal.

Byggnaden uppfördes i 3½ våningar. Fasaderna är murade i munkförband med hårdbränt rödbrunt tegel och har en sockel av huggen granit. Entrén har en omfattning av granit som kröns av ett skulpterat överstycke med stiliserade blommotiv och jugendinspirerad husnummermarkering "No" till vänster och "4" till höger. Fönstren har en fri placering, burspråket karaktären av en liten lökkupol. Fjärde våningen består av ett frontespisparti och fönster i det nedre takfallet. Taket är brutet och klätt med kopparplåt.
Närmast grannfastigheten i söder märks en tegelportal med smidesgrind som leder från gatan in till gården. Södra gaveln har en rik gestaltning med en terrass på andra våningen och en karnap (en sorts dekorativt burspråk) som vilar på två kraftiga granitkonsoler. Karnapen har en trästomme och blyinfattade fönster. På gavelspetsen märks fyra maskaroner i form av ansikten huggna i granit. Gårdsfasaden smyckas en frontespis i likhet med gatufasaden men domineras huvudsakligen av en utskjutande trapphusvolym som kröns av en balkong.

### Interiör

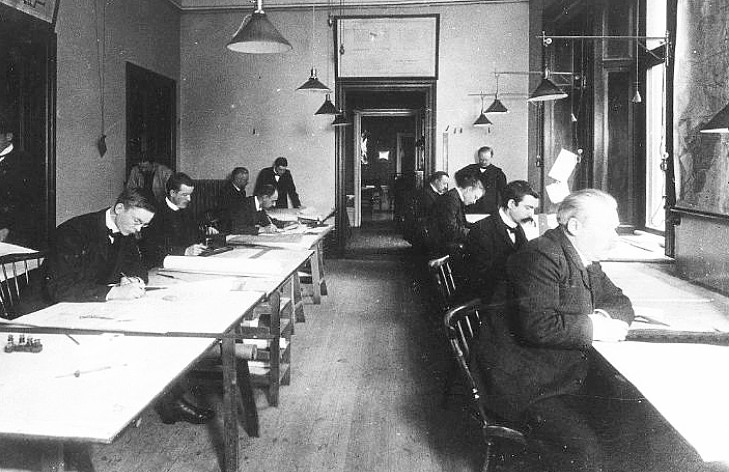
Theorells ingenjörsbyrå 1920-, 1930-tal.

Sånglärkan 2 kom till som en kombinerad bostad och ritkontor för Theorell ingenjörsbyrå AB. Hugo Theorell var civilingenjör med specialområde ventilation och uppvärmning av byggnader. Hans företag var ledande i Sverige vid denna tid och hans villa hade redan 1911 centralvärme och rinnande kall och varm vatten vid samtliga tappställen. Bostadens olika funktioner återspeglas i husets planlösning. Rumsuppdelningen var 1911 följande:
- Källarvåning – tvättstuga, diverse förråd och pannrum med två pannor för centralvärme.
- Bottenvåning – entré, liten hall, fem rum och tre trappor
- Våning 1 trappa – kontor för Theorell ingenjörsbyrå bland annat med ett enda stort rum mot gatan där konstruktionsavdelningen höll till.
- Våning 2 trappor – Theorells representationsvåning med salong, bibliotek, matsal med öppen spis samt kök med serveringsgång
- Våning 3 trappor – Theorells sovrumsetage med fyra sovrum, ett gästrum och ett badrum med separata WC.
- Vindsvåning – biljardrum med öppen spis som tillkom 1914.

Av historiska interiörbilder framgår bostadens påkostade interiör med bland annat i väggpaneler infällda målningar och omfattade dekorationsmålningar på väggar och tak i biljardrummet.  
Vid Stadsmuseets byggnadsinventering 1984 bevarade besöka rum trots många ombyggnader fortfarande ursprunglig inredning, exempelvis i Theorells representationsvåning (biblioteket). Här kvarstod hög helfransk panel och väggfasta bokhyllor, öppen spis av grå marmor placerad i en helboaserad alkov dekorerad med pilastrar och balusterdockor. Husherrens före detta biljardrum hade kvar hög brun panel samt väggar och tak rikt dekorationsmålade med bladslingor, gula och röda blommor samt blåa fåglar i Filip Månssons stil.

Interiörbilder från Theorells bostad
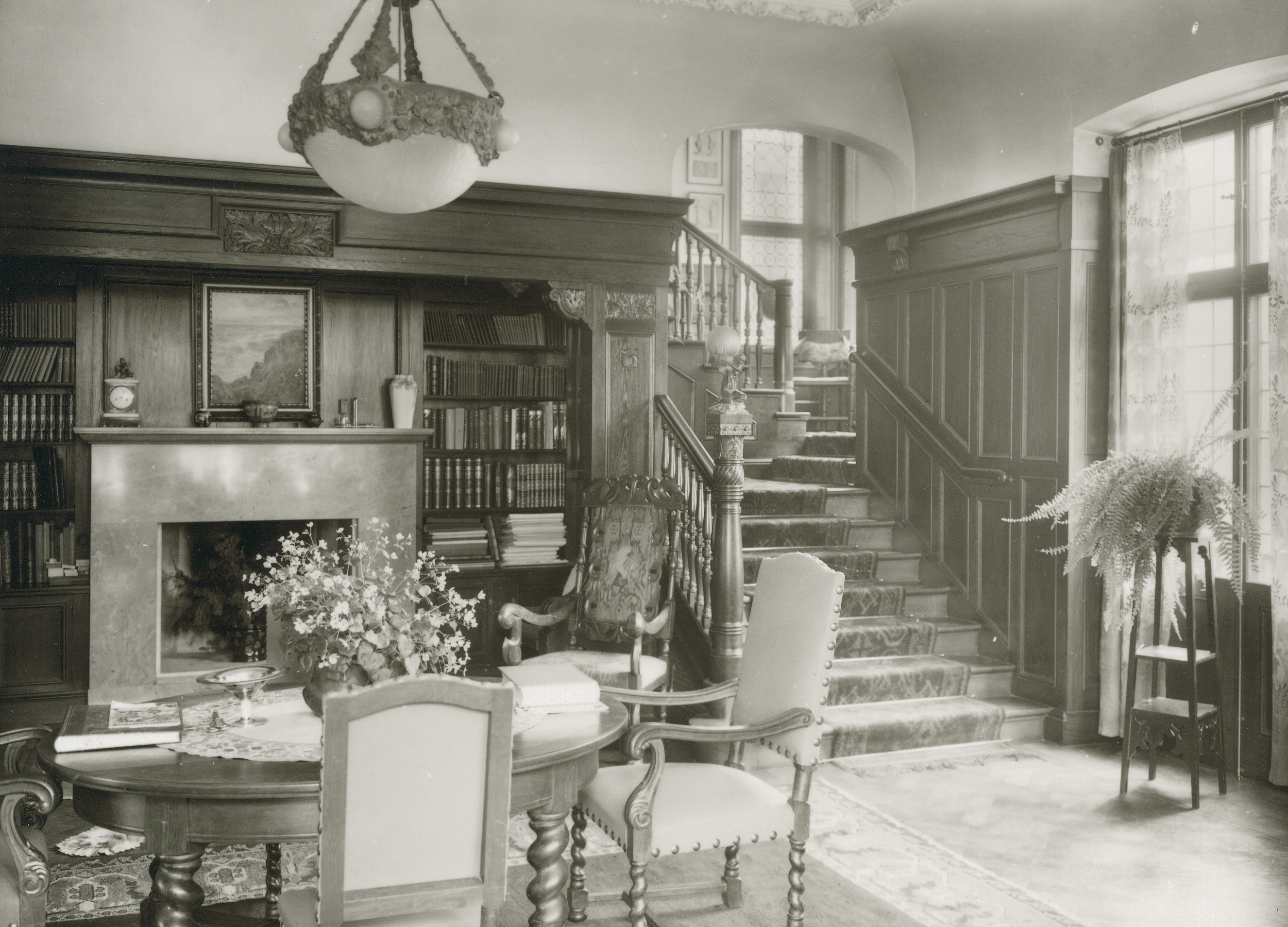
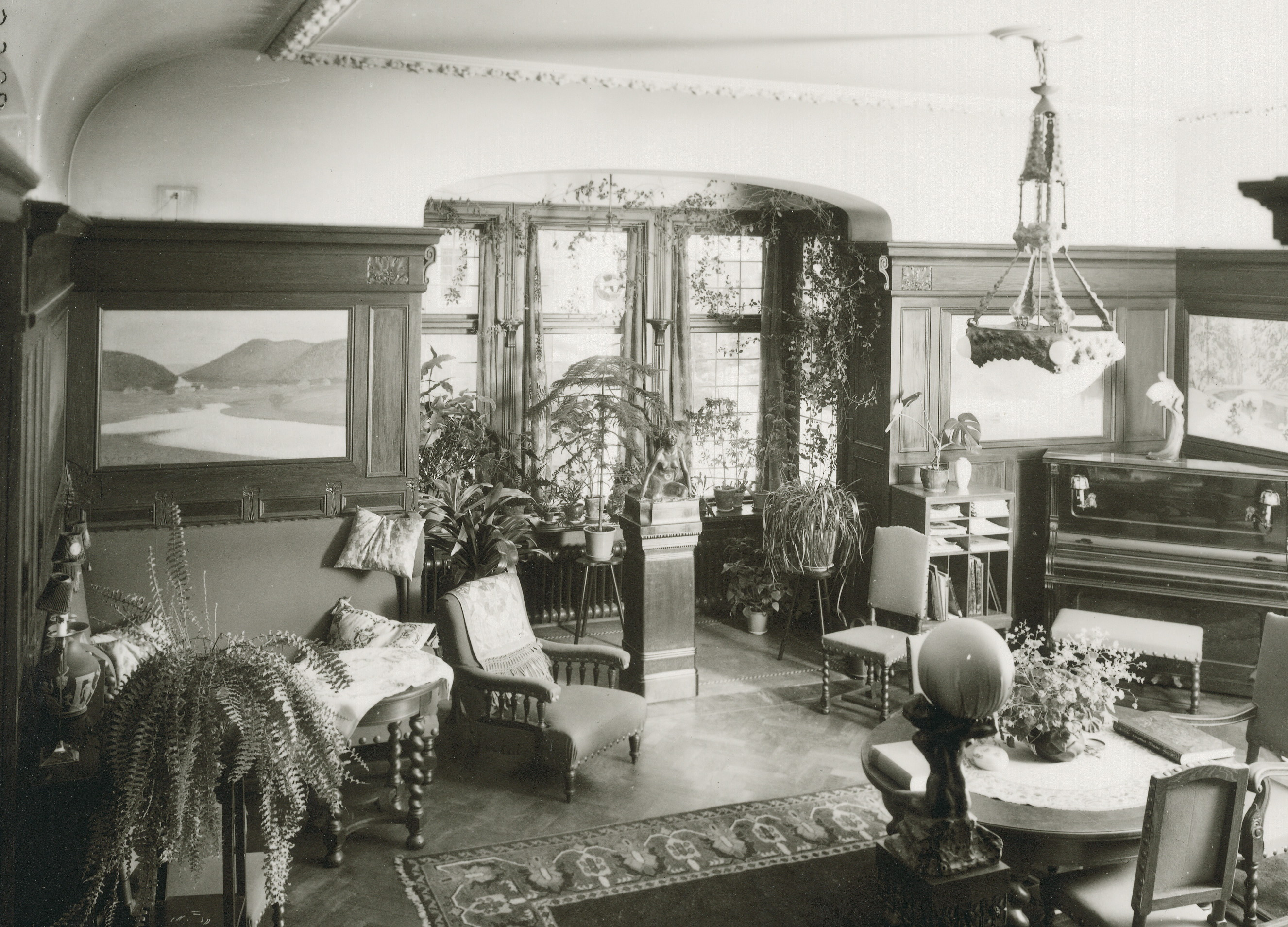
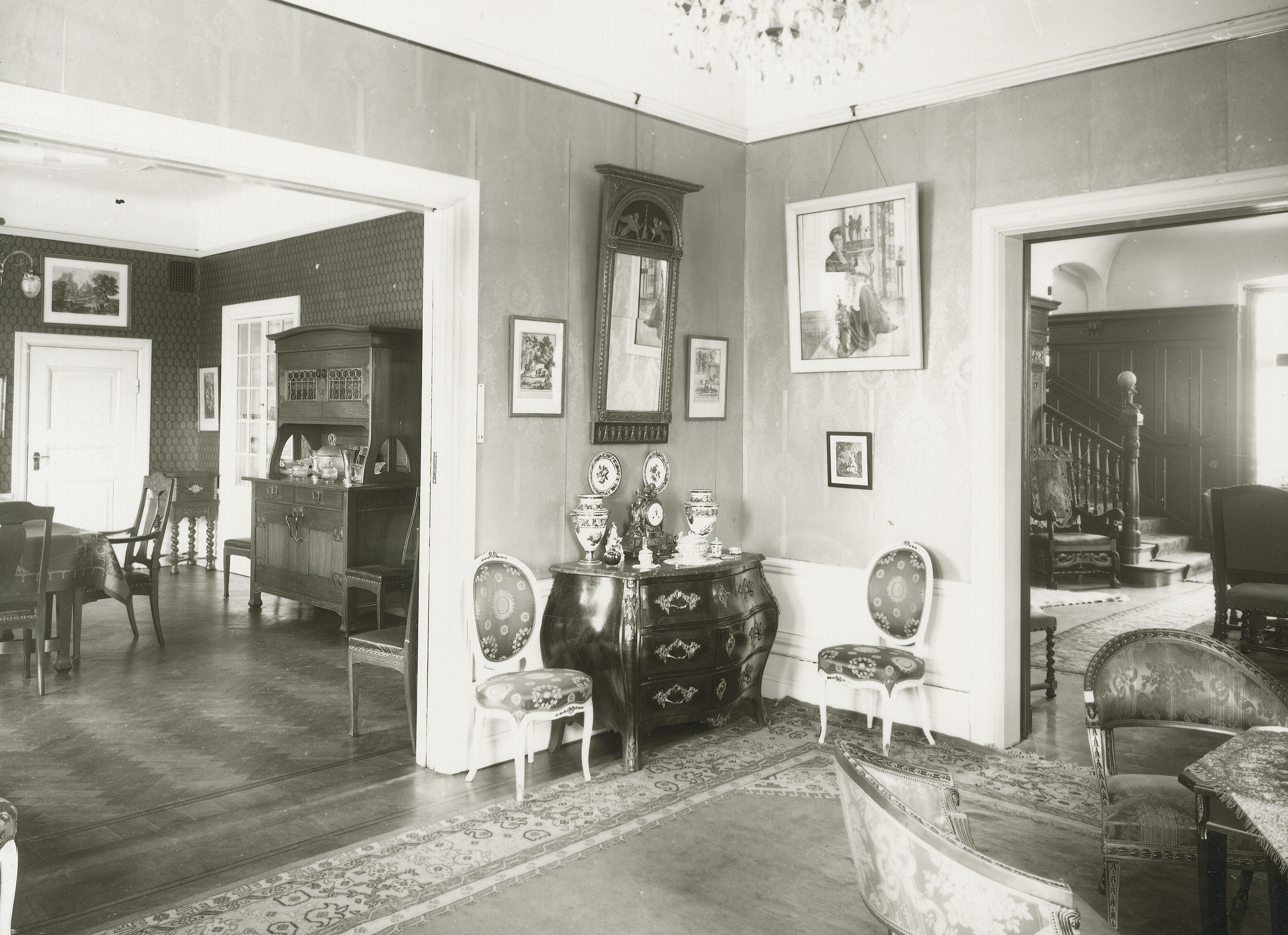
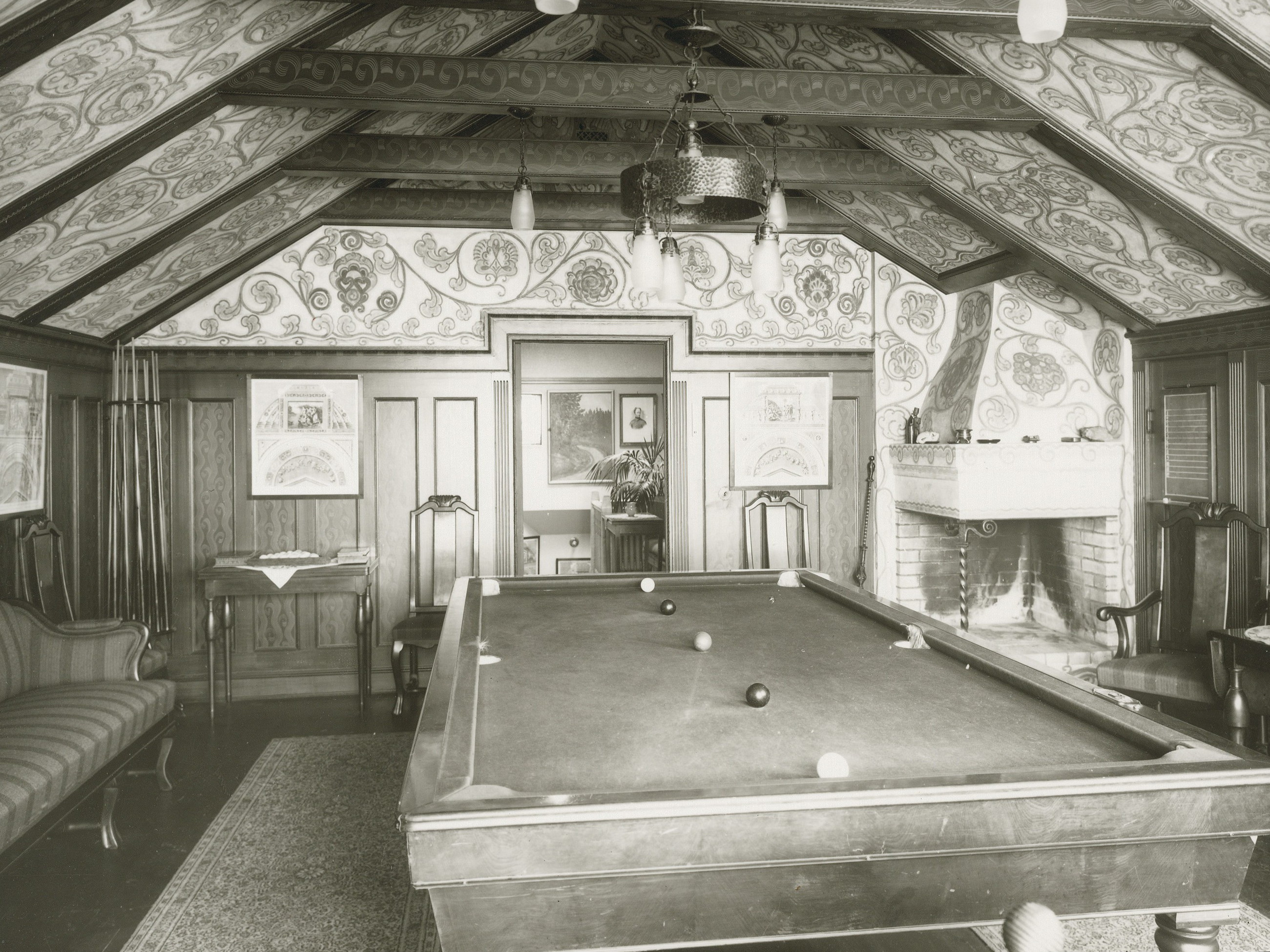

### Husets vidare öden
Familjen Theorell och ingenjörskontoret blev kvar i fastigheten till omkring 1940. Därefter ombyggdes huset till separata bostäder och en hiss installerades. För ritningarna svarade arkitekt Nils Ahrbom som själv flyttade in. På 1970- och 1980-talen ägdes fastigheten av Ränte- och Kapitalförsäkringsanstalten Stockholm som hade sin verksamhet här. Då slogs Sånglärkan 2 ihop med Sånglärkan 3 och interna kommunikationer mellan de båda husen öppnades. I samband med denna ombyggnad skedde omfattande förändringar i husets inre och flera ursprungliga interiörer förstördes. För ritningarna stod Sparbankernas Arkitektkontor. År 2010 ägdes båda fastigheter av Stiftelsen Riksbankens jubileumsfond som på sommaren 2018 sålde egendomen till finansmannen Harald Mix för 200 miljoner kronor.
Idag (2022) disponeras byggnaden av lyxhotellet ”Ett Hem” som även har sin verksamhet i intilliggande Sånglärkan 1 och Sånglärkan 3. För den ändrade verksamheten krävdes en detaljplaneändring som vann laga kraft i september 2020. Sedan 2020 samlas de ursprungliga fastigheterna Sånglärkan 2 och 3 under den gemensamma fastighetsbeteckningen Sånglärkan 1 medan Sånglärkan 1 är ändrad till Sånglärkan 12.

Nutida bilder
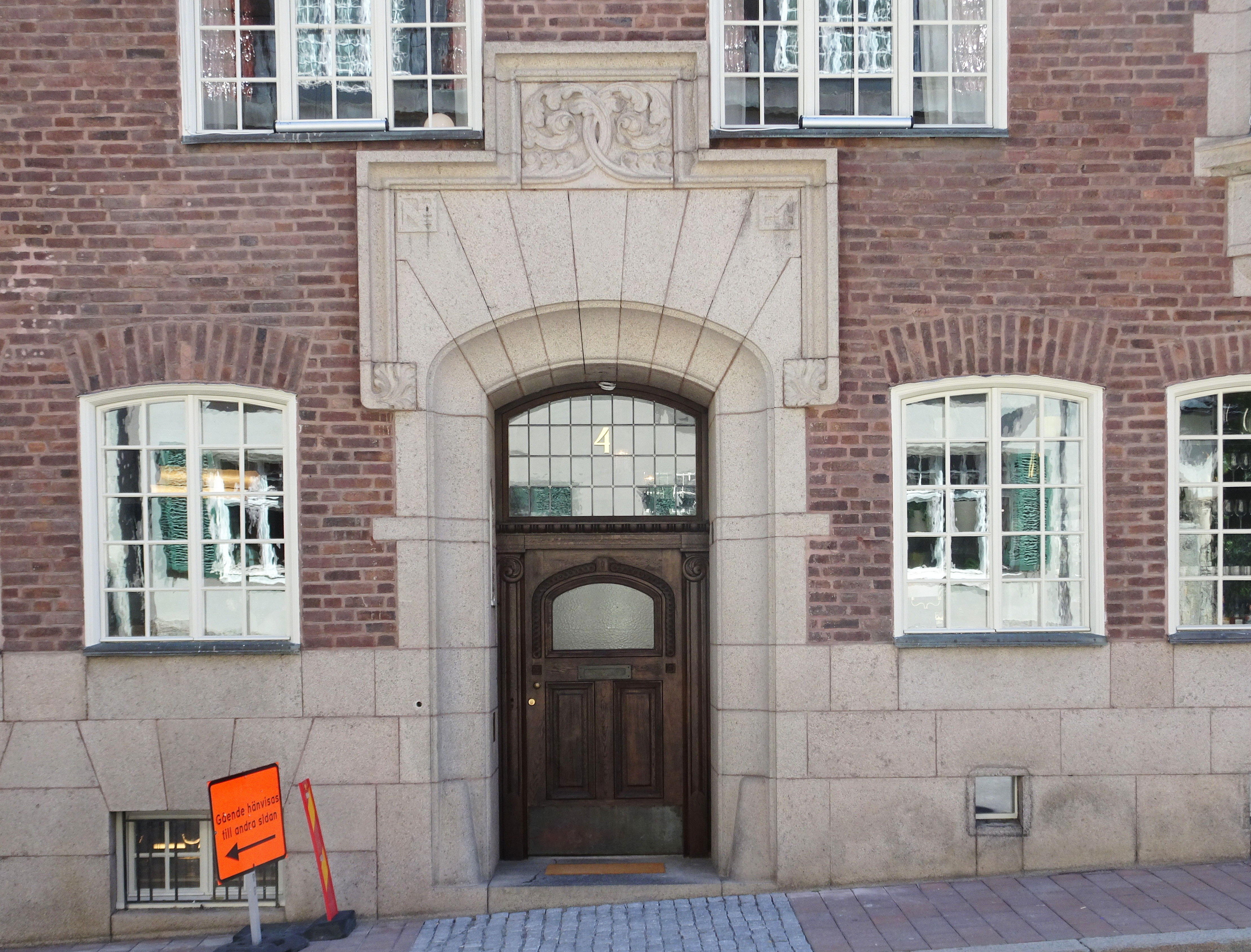
Entré Sköldungagatan 4.
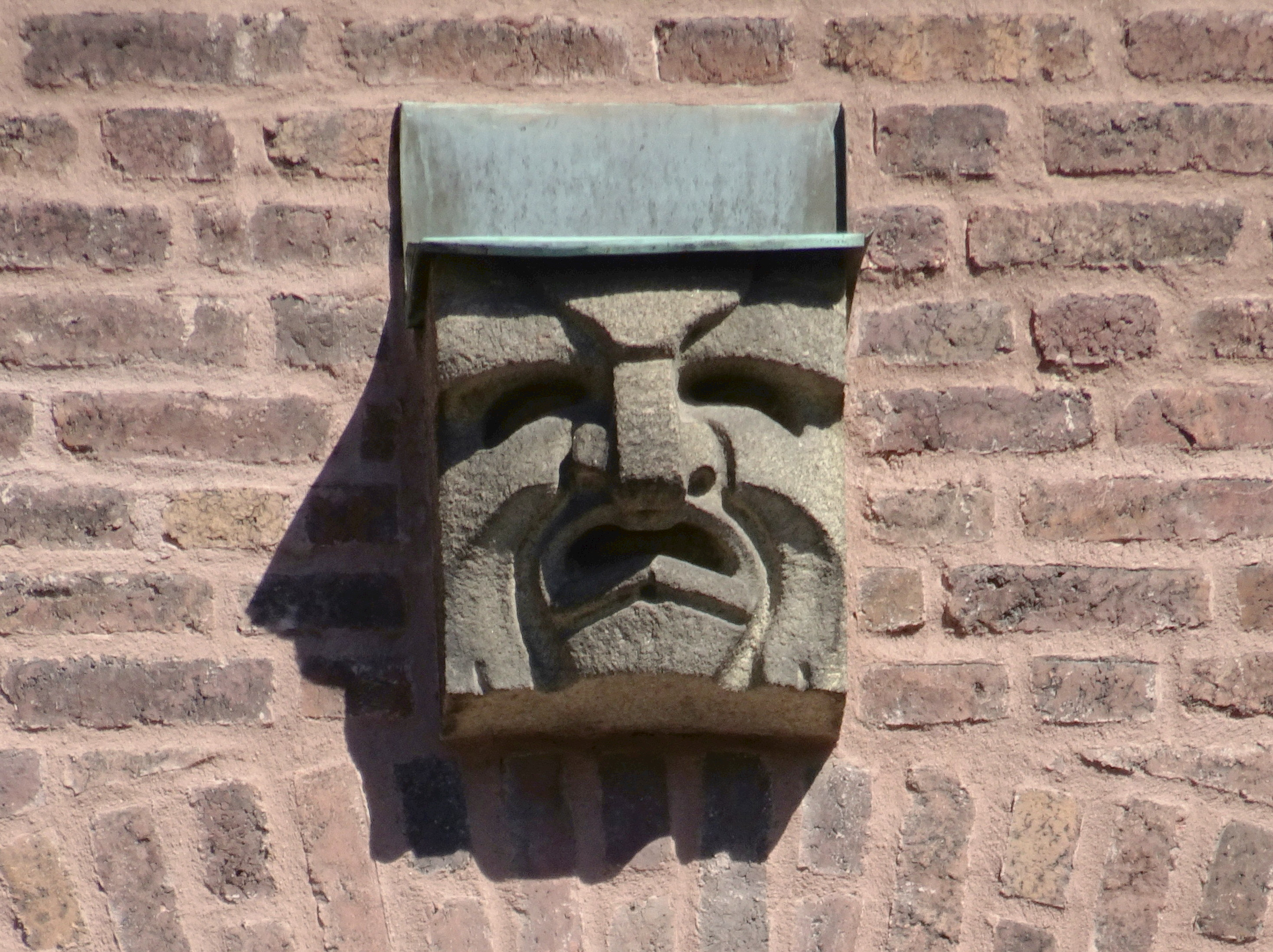
Ledsen maskaron.
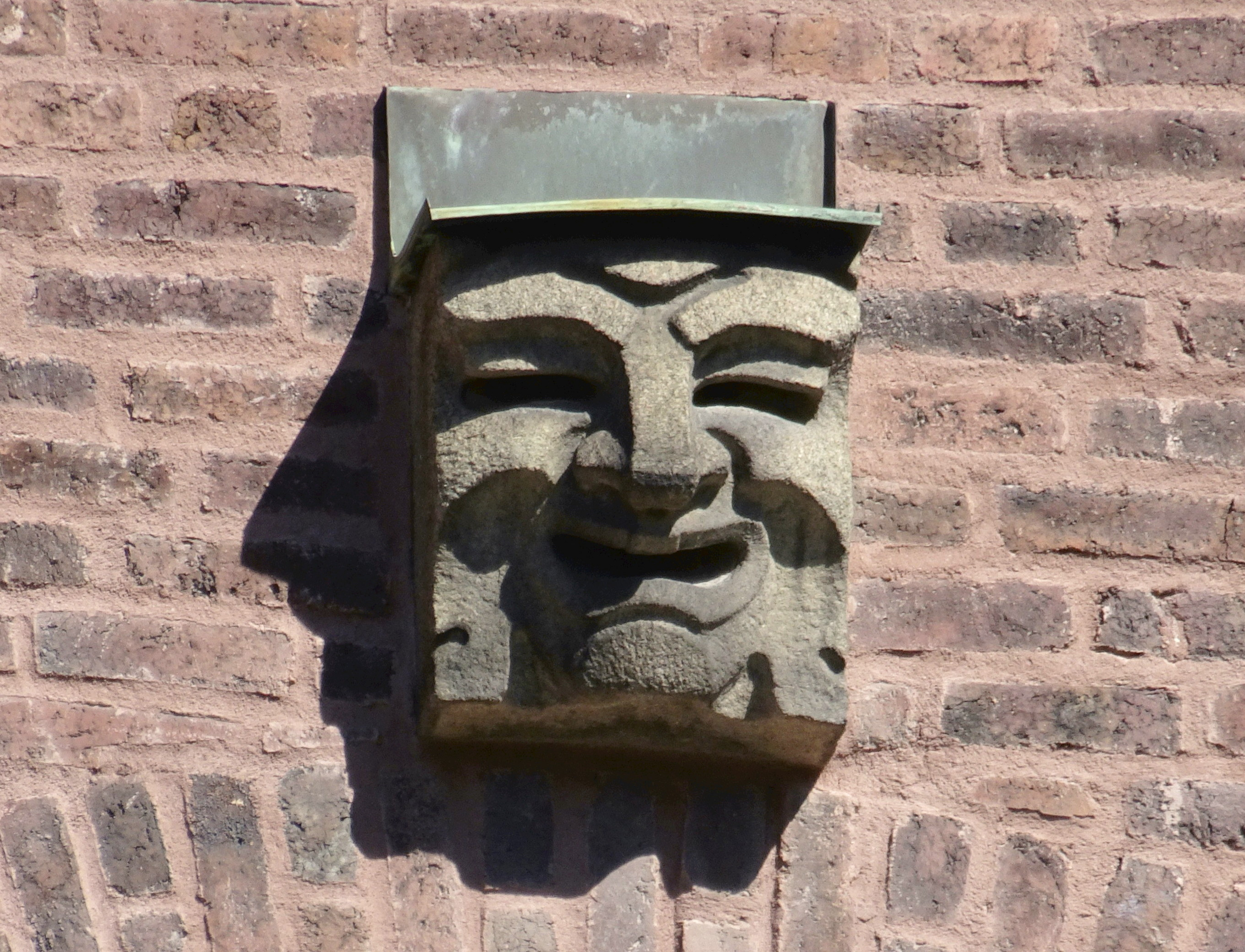
Glad maskaron.
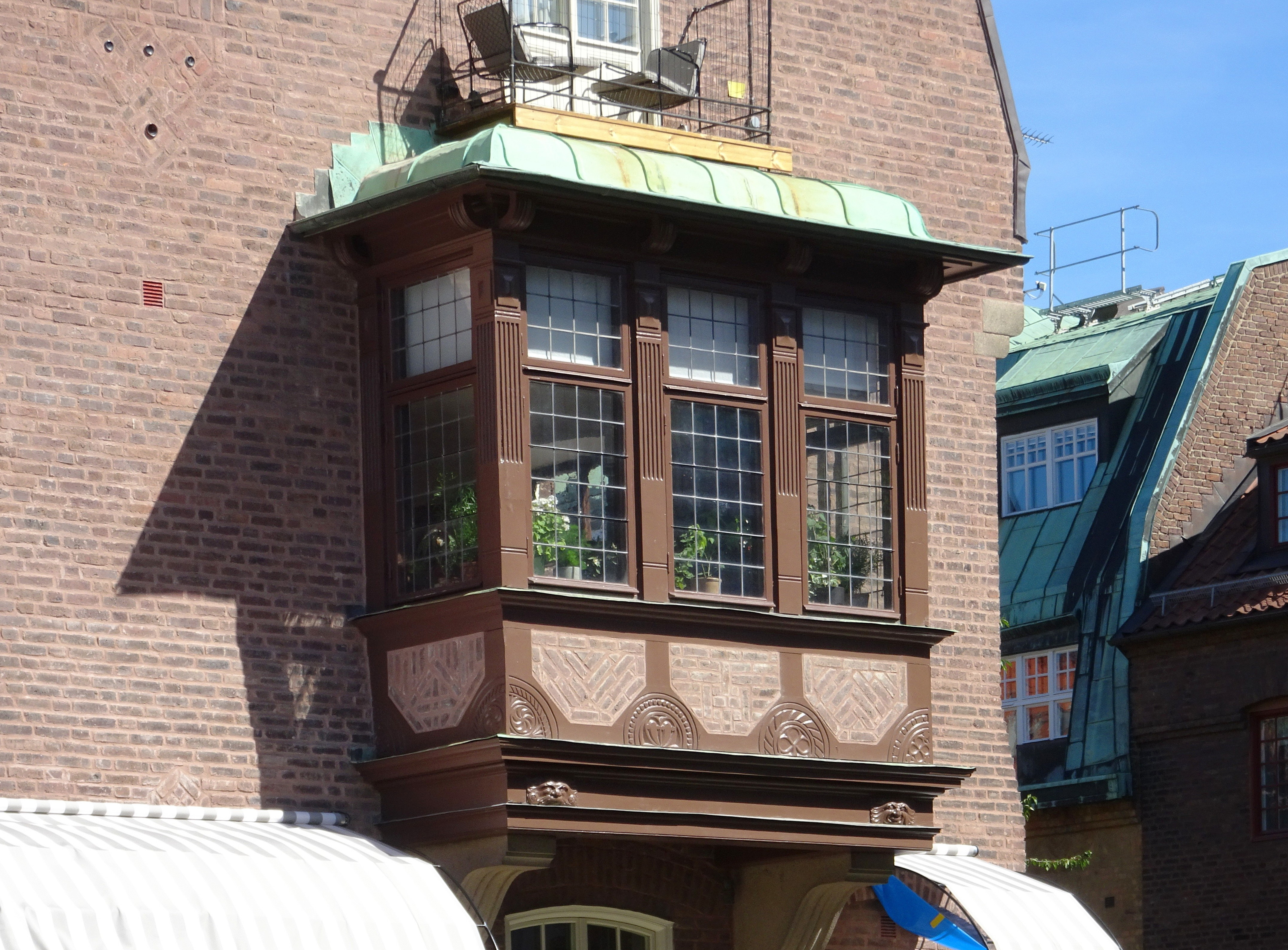
Burspråket på södra gaveln.

## Kulturhistorisk bedömning
Fastigheten Sånglärkan 2 är belägen inom ett område av riksintresse för kulturmiljövården, Stockholms innerstad med Djurgården. Enligt Stockholms stadsbyggnadskontor tillhör byggnaden de i särklass tidigaste nationalromantiska tegelbyggnaderna i Stockholms innerstad. Interiört har byggnaden fortfarande arkitektoniska och arkitekturhistoriska kvaliteter och värden trots att flera utrymmen genomgått ovarsamma och förvanskande ombyggnader. I byggnaderna finns även teknikhistoriska värden, i form av installationstekniska innovationer från uppförandetiden som konstruerades av byggherren och ingenjören Hugo Theorell. Fastigheten är blåmärkt av Stadsmuseet i Stockholm vilket är den högsta klassen och innebär "att bebyggelsen bedöms ha synnerligen höga kulturhistoriska värden".